# Њукасл Фалконс
Њукасл Фалконс (енгл. Newcastle Falcons) је енглески рагби јунион клуб из Њукаслa који се такмичи у Премијершип-у. Госфорт рагби фудбал клуб основан је 1877. а 1996. је променио назив у Њукасл Фалконс. Боја Фалконса је црна, а капитен је Вил Велч. Највећи успех у историји Фалконси су остварили 1998. када су први и једини пут освојили наслов првака Енглеске. Највећа легенда Њукасла је Џони Вилкинсон, који је и најбољи поентер у историји овог клуба са 1489 поена, највише есеја постигао је Том Меј - 47, Меј је такође и први по броју одиграних утакмица - 193 утакмице. Познати рагбисти који су играли за Њукасл Фалконс су Метју Бурке, Тоби Флад, Метју Тејт, Питер Стринџер, Мајк Блер, Тим Визер...
- Премијершип

- Шампион (1) : 1998.

Први тим
Алекс Тејт
Маркус Вотсон
Алезана Туилаги
Анителеа Туилаги
Синоти Синоти
Гонзало Тиеси
Енди Павел
Хуан Пабло Социно
Мајк Делани
Руки Типуна
Сонатане Такулуа
Руки Типуна
Мики Јанг
Марк Вилсон
Али Хог
Вил Велч - капитен
Кејн Томпсон
Ричард Мејхев
Нили Лату
Скот Меклеод
Калум Грин
Џошуа Фурно
Џон Велш
Алекс Роџерс
Ерик Фрај
Роб Викерс
Скот Лосон
Роб Хокинс